# Jonas Fredric Carlström
Jonas Fredric Carlström, född 20 augusti 1745 i Lofta församling, Kalmar län, död 28 april 1826 i Gistads församling, Östergötlands län, var en svensk präst.

## Biografi
Jonas Fredric Carlström föddes 1745 i Lofta socken. Han var son till kyrkoherden Johannes Carlström i Lofta församling och Anna Catharina Rydelius. Carlström blev vårterminen 1766 student vid Uppsala universitet, avlade 1772 filosofie kandidatexamen och promoverades 17 juni 1773 till filosofie magister. Han blev 21 augusti 1778 kollega vid Norrköpings trivialskola och 19 mars 1779 kollega vid Linköpings trivialskola. Carlström prästvigdes 15 maj 1779 och avlade 5 augusti 1782 pastoralexamen. Han blev 15 december 1783 kyrkoherde i Gistads församling, där han tillträdde direkt, utnämndes 25 januari 1787 och blev 3 oktober 1792 kontraktsprost i Skärkinds kontrakt. Carlström var predikant vid prästmötet 1793, blev ledamot av samfundet Pro Fide et Christianismo 1797 och i Evangeliska sällskapet 1809. Han blev 7 oktober 1809 teologie doktor och blev ledamot av Svenska bibelsällskapet 1816. Carlström avled 1826 i Gistads socken.
Carlström grundade den Carlströmska skolan.

### Familj
Carlström gifte sig 7 november 1784 med Ulrica Aurora Teuchler (1765–1843), dotter till hovrättsrådet Frans Paul Teuchler i Svea hovrätt och Eva Christina Ekerman.